# Подолениј де Жос (Јаши)
Подолениј де Жос (рум. Podolenii de Jos) насеље је у Румунији у округу Јаши у општини Козмешти. Oпштина се налази на надморској висини од 106 m.

## Становништво
Према подацима из 2002. године у насељу је живело 378 становника, од којих су сви румунске националности.